# Graham Beckel
Graham Stuart Beckel (* 22. Dezember 1949 in Old Lyme, Connecticut) ist ein US-amerikanischer Schauspieler.

## Leben
Seit den frühen 1970er Jahren wirkte Graham Beckel an mehr als 130 Produktionen mit (Stand: Juli 2021). Er wurde in Deutschland vor allem durch seine Rolle als Commander Fisk in der Science-Fiction-Serie Battlestar Galactica bekannt. Daneben war er als Gastdarsteller in bekannten Fernsehserien wie Miami Vice, CSI: Miami, Grey’s Anatomy, Monk und CSI: NY zu sehen. Ebenso war er in kleineren und größeren Rollen in Kinofilmen wie Ein wahres Verbrechen, Brokeback Mountain und Astronaut Farmer anzutreffen. In dem Film L.A. Confidential verkörperte er den korrupten Mentor der von Russell Crowe verkörperten Hauptfigur.
Sein Bruder Bob Beckel war als politischer Analyst bei verschiedenen US-Nachrichtenkanälen tätig.

## Filmografie (Auswahl)
Kino
- 1973: Zeit der Prüfungen (The Paper Chase)
- 1973: Happy as the Grass Was Green
- 1989: Das dreckige Spiel (True Believer)
- 1990: Ein Mädchen namens Dinky (Welcome Home, Roxy Carmichael)
- 1992: Jennifer 8 (Jennifer Eight)
- 1993: Partners (Kurzfilm)
- 1995: Leaving Las Vegas
- 1997: L.A. Confidential
- 1999: Der Diamanten-Cop (Blue Streak)
- 1999: Ein wahres Verbrechen (True Crime)
- 2001: Pearl Harbor
- 2005: Brokeback Mountain
- 2006: Astronaut Farmer (The Astronaut Farmer)
- 2010: Peacock
- 2011: Die Atlas Trilogie – Wer ist John Galt? (Atlas Shrugged: Part I)
- 2013: Das Versprechen (Wish You Well)
- 2014: Mord im Loft (The Loft)
- 2016: Nocturnal Animals
- 2016: Regeln spielen keine Rolle (Rules Don't Apply)
- 2017: Das ist erst der Anfang (Just Getting Started)
- 2018: Sicario 2 (Sicario: Day of the Soldado)

Fernsehen
- 1973: Class of '63 (Fernsehfilm)
- 1977: Einsatz in Manhattan (Kojak, eine Folge)
- 1986: Miami Vice (eine Folge)
- 1987: Amerika (sechs Folgen)
- 1988: Das Model und der Schnüffler (Moonlighting, eine Folge)
- 1989: L.A. Law – Staranwälte, Tricks, Prozesse (L.A. Law, eine Folge)
- 1998: Practice – Die Anwälte (The Practice, zwei Folgen)
- 1999: Chicago Hope – Endstation Hoffnung (Chicago Hope, eine Folge)
- 2001: Ally McBeal (eine Folge)
- 2003: Six Feet Under – Gestorben wird immer (Six Feet Under, eine Folge)
- 2004: Crossing Jordan – Pathologin mit Profil (Crossing Jordan, eine Folge)
- 2004: Polizeibericht Los Angeles (L.A. Dragnet, eine Folge)
- 2006: Battlestar Galactica (vier Folgen)
- 2006: CSI: Den Tätern auf der Spur (CSI: Crime Scene Investigation, eine Folge)
- 2006: Grey’s Anatomy (eine Folge)
- 2006: Monk (eine Folge)
- 2006: Heroes (eine Folge)
- 2007: Battlestar Galactica – Auf Messers Schneide (Razor, Fernsehfilm)
- 2009: CSI: Miami (eine Folge)
- 2010: CSI: NY (eine Folge)
- 2010: Castle (eine Folge)
- 2013: Navy CIS (eine Folge)
- 2014–2015: Halt and Catch Fire (sieben Folgen)
- 2015: Aquarius (sechs Folgen)
- 2019: Hawaii Five-0 (eine Folge)
- 2020: Criminal Minds (Folge Face Off)